# Campiglia Tramonti
Campiglia è una frazione di 109 abitanti del comune della Spezia, nell'omonima provincia.

## Geografia fisica
Situato a 389 m slm sul crinale di colline che chiudono a occidente il golfo spezzino, il borgo gode di un ampio panorama che spazia oltre la zona orientale del golfo, fino alle Alpi Apuane e la costa toscana e prossimo alle Cinque Terre, dove la vista si estende dalle scogliere sino all'orizzonte del mare aperto.
Verso il mare si estende fino alle rocce di Albana  (dette le Rosse, scogliere particolarmente ricche di ossido di ferro grazie al quale assumono la suggestiva colorazione rosso intenso) e a quelle del Muzzerone (dette le Nere per l'affioramento superficiale di ardesia).

## Storia

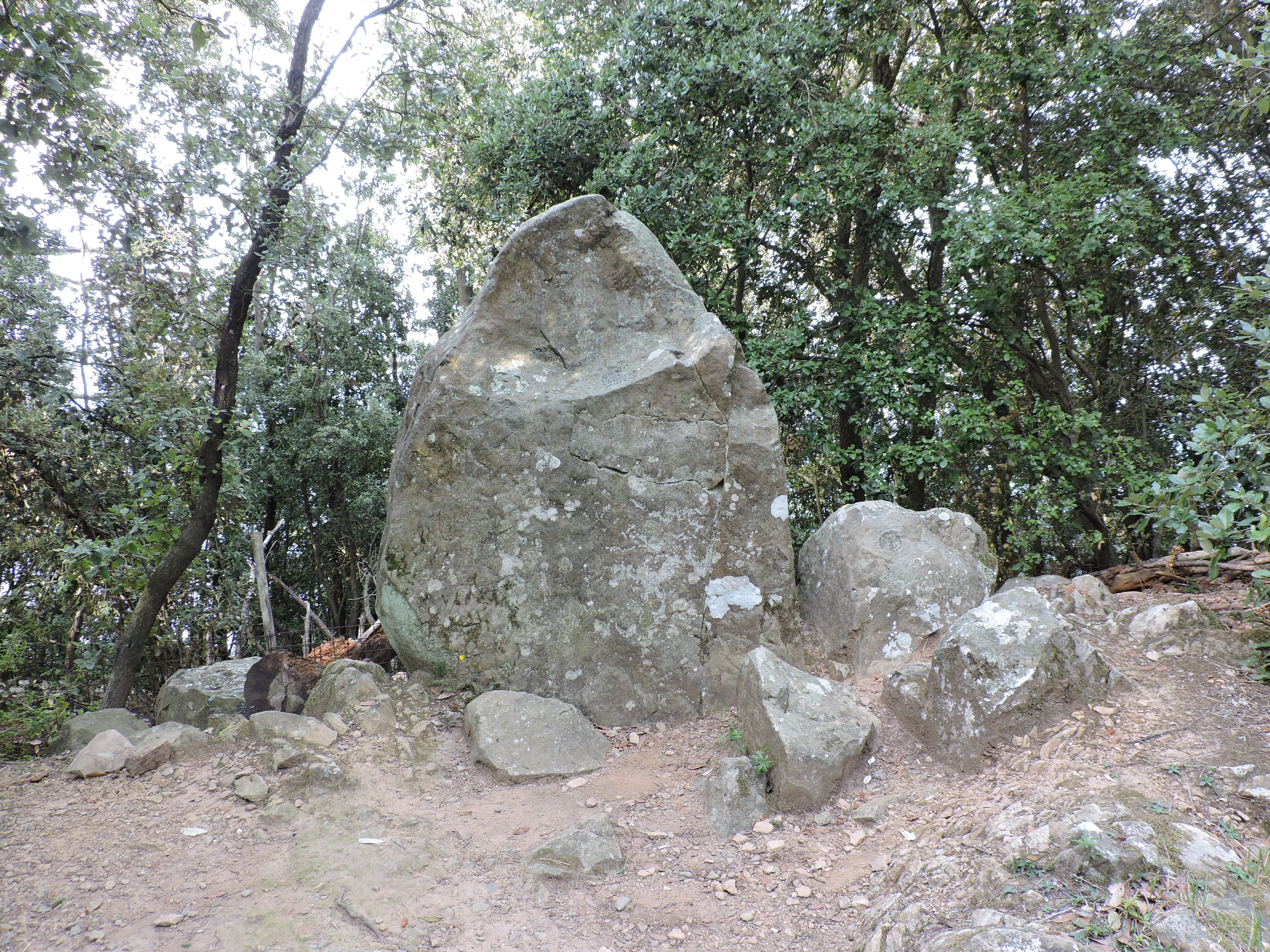
Menhir del Diavolo
Tramonti

### Preistoria
Campiglia conserva depositi preistorici nella limitrofa località di Castellana.
Il Menhir di Tramonti è stato scoperto e studiato dallo storico spezzino Ubaldo Mazzini nel 1922 sul Monte della Madonna nella contigua località di Tramonti di Biassa.

### Età antica
Probabile insediamento preromano, il luogo di Campiglia fu forse anche saltuario ricovero di naviganti fenici e greci.
Il toponimo - di origine latina (campilia) - ha il significato di terre di proprietà comune destinate a coltivi.

### Età Medievale
Il nucleo più antico del borgo nasce nell'alto medioevo, tra il monte Castellana e il monte Coregna ( da cui anche il termine di Tramonti), costituito da nuclei di famiglie che vi cercano rifugio al sicuro dalle razzie saracene.
Da questi primi insediamenti ha inizio anche il secolare e paziente lavoro di adattamento a cultura dei fianchi rivolti al mare dei due monti, sull'esempio delle analoghe tecniche di coltura adottate dai Benedettini della vicina Abbazia del Tino.
La più antica citazione di Campiglia si trova all'interno del Codice Pelavicino in un atto dell'imperatore e re d'Italia Ottone II che porta la data del 18 luglio dell'anno 981 <<etiam Campilia cum piscatione et venatione sua>>.
Il 29 luglio del 1185 il castello di Campiglia è riconosciuto da Federico Barbarossa come proprietà del Vescovo di Luni; il castello è citato ancora nel febbraio 1191 dall’imperatore Enrico VI che riconferma al vescovo di Luni la sua protezione sulle terre.
Il potere vescovile su Campiglia decadde probabilmente nel corso del XIII secolo quando queste terre divennero dominio di Genova.
Nel luglio 1231 Papa Gregorio IX attribuisce all'Abbazia di San Venerio dell'Isola del Tino la metà delle decime di Campiglia.

### Età contemporanea
A partire dagli anni ‘70 la frazione subisce un grave e progressivo spopolamento.

## Monumenti e luoghi d'interesse

### Architetture religiose

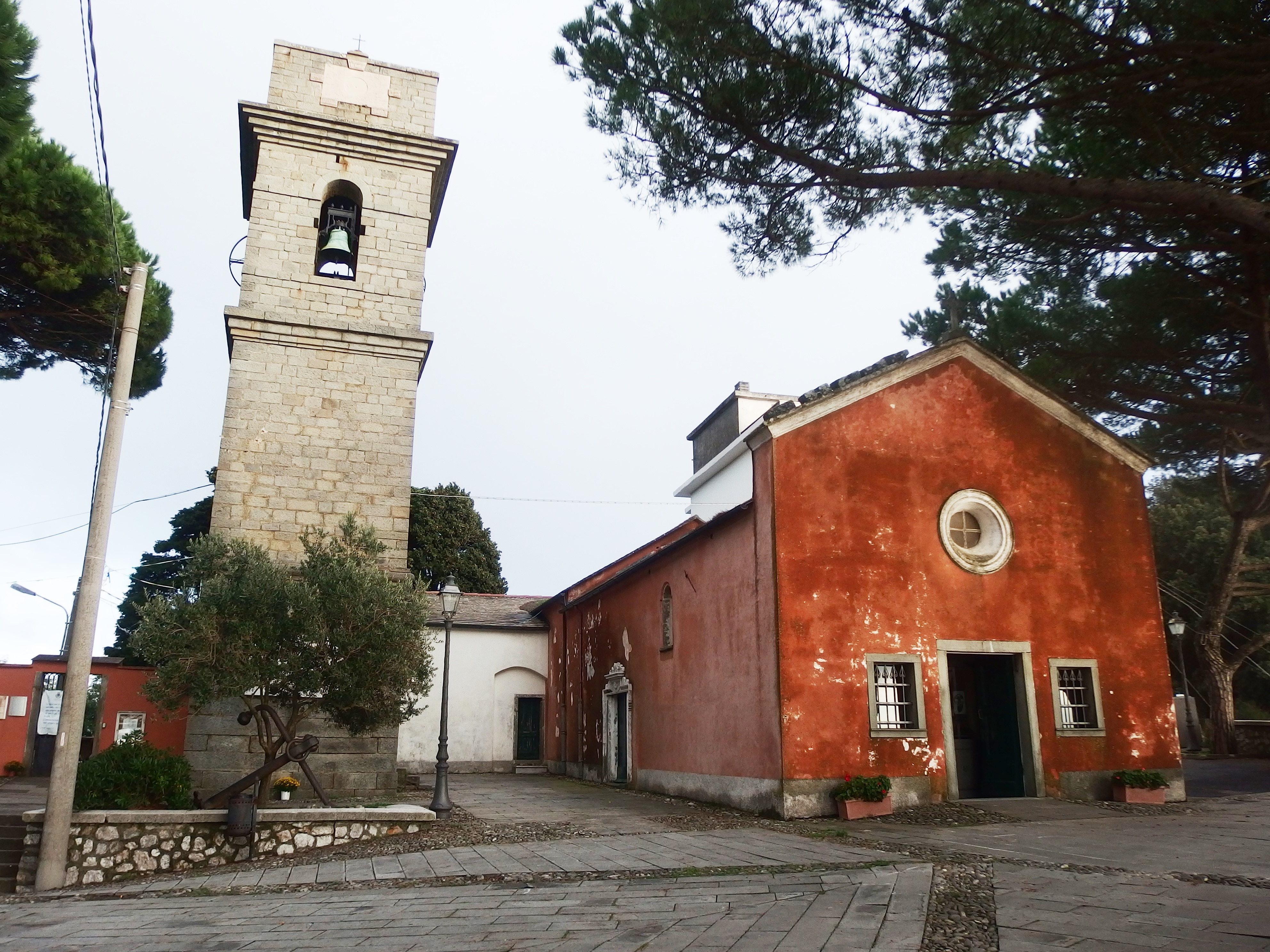
Chiesa di Santa Caterina Vergine e Martire

- Chiesa parrocchiale di Santa Caterina di Alessandria, fu costruita come piccolo oratorio nel 1326, per essere poi ingrandita nel XVI secolo forse per iniziativa dei marchesi di Carpena.[5] 
La semplice facciata è a capanna, con un piccolo occhio strombato e due finestre rettangolari ai lati del semplice portale di accesso.[3] Un secondo portale laterale è sormontato da un architrave barocco in marmo. 
L'altare maggiore, con le colonne in marmo portoro ed i capitelli in marmo lunense, risale al 1640 ed espone un rilievo dedicato alla Santa martire, datato 1540 e incluso in un dipinto, l'Annunciazione con i Santi Caterina, Giovanni Battista e Martino, attribuito al Carpenino. Su una parete della navata è un affresco con la scena del Battesimo di Gesù.

Il poderoso campanile in pietra arenaria è stato iniziato nel 1883 e terminato nel 1888.

### Architetture militari

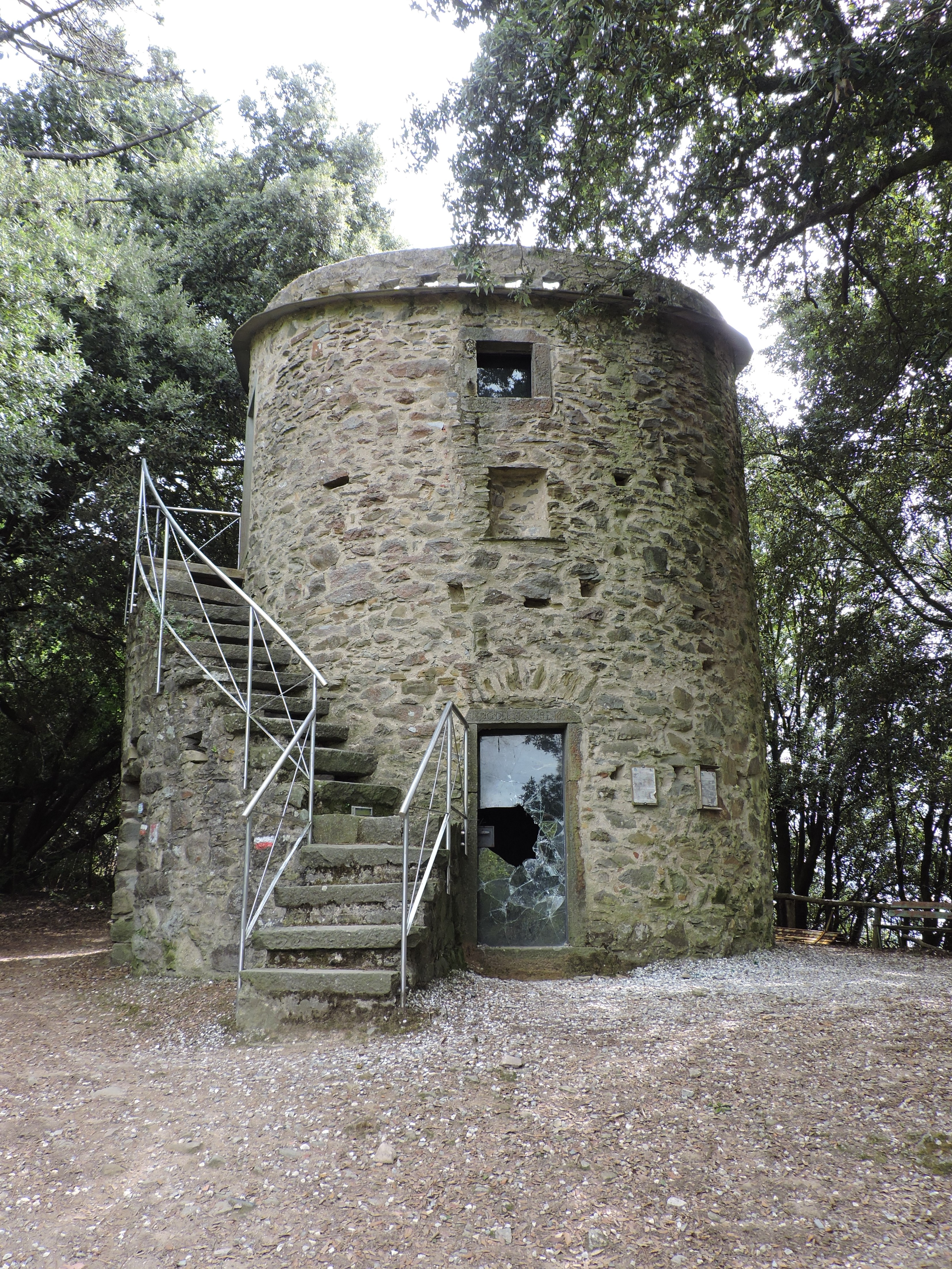
Mulino a vento

- Castello di Campiglia, fatto edificare dai vescovi di Luni probabilmente nell'XI secolo, allo scopo di fortificare il territorio posto sotto la loro giurisdizione, sia per difenderlo dalle razzie saracene, che dall'invadenza dei Malaspina e della Repubblica di Genova. 
Studi storici riferiscono che il castello di Campiglia fu riconosciuto dall'imperatore Federico Barbarossa (1185) quale possedimento del vescovo di Luni e definito dominante il golfo della Spezia e anche castello di Campiglia sopra Portovenere. 
Altra analoga conferma risale al 1191. Le citazioni imperiali, nella definizione logistica e consequenziale del territorio, riferiscono della prossimità del Castrum Campiliae e della Curtem Cararie.

- Nel rione del Castello troviamo anche l’antica piccola chiesa in pietra, oggi sconsacrata al culto.

### Architetture civili
- Mulino a vento del XVII secolo, posto poco fuori dall'abitato e caratterizzato da una scala esterna di pietra e dalla copertura a cupola del piano terra.

- Nella località di Nozzano è una fontana costruita in epoca napoleonica.

## Economia
Il territorio del borgo è dedicato principalmente alla coltura della vite, con i tipici terrazzamenti degradanti verso il mare. Campiglia Tramonti è infatti nota per la sua produzione del vino Sciachetrà - il Tramonti di Campiglia, simile al Tramonti di Biassa prodotto nel vicino borgo di Biassa.
Altra attività agricola è legata alla raccolta di pregiato zafferano, pianta che qui un tempo era di crescita spontanea e che oggi è regolarmente coltivata.

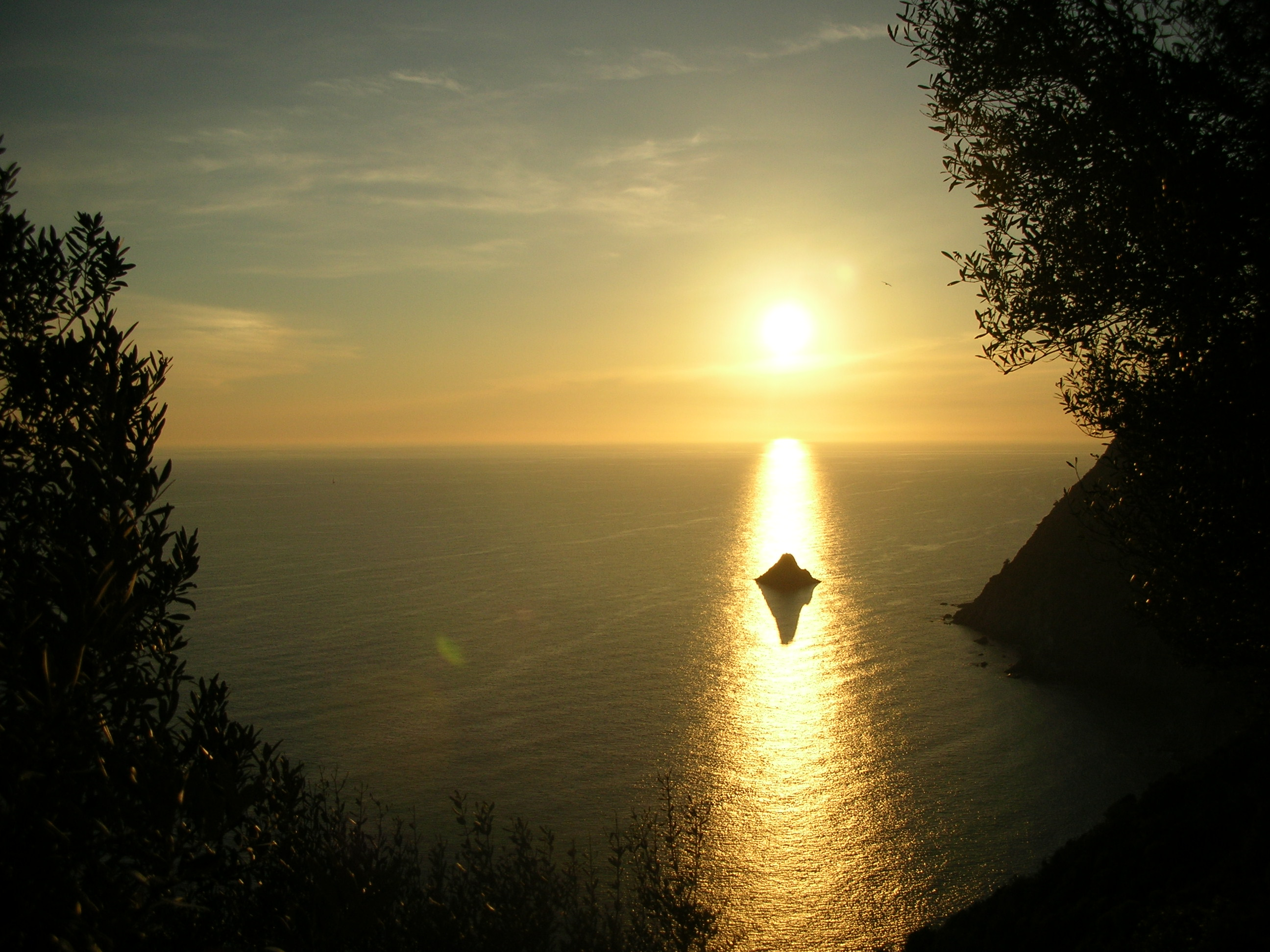
Vista al tramonto